# فراری مونزا اس‌پی
فراری مونزا اس‌پی۱ و اس‌پی۲‌ (به انگلیسی: Ferrari Monza SP1 and SP2) خودروهای اسپورت تولید محدودی هستند که توسط شرکت خودروسازی ایتالیایی فراری تولید می‌شوند و در سال ۲۰۱۸ برای مدل سال ۲۰۱۹ معرفی شدند. این خودروها شروع نسل جدیدی از مدل‌ها به نام سری «Icona» را نشان می‌دهند، برنامه‌ای با هدف ایجاد خودروهای خاص با الهام از مدل‌های کلاسیک فراری که همگی در سری‌های محدود تولید می‌شوند. اولین خودروهای نسل جدید مونزا اس‌پی۱ و اس‌پی۲ هستند که طراحی‌های آن‌ها از ۷۵۰ مونزا، ۲۵۰ تستا روسا و ۱۶۶ ام‌ام الهام گرفته شده‌است. اس‌پی۱ دارای یک صندلی است، در حالی که اس‌پی۲ دارای دو صندلی است. انتظار می‌رود ۴۹۹ دستگاه از این خودرو با قیمت ۱٫۵۸میلیون یورو تولید شود.